# Comitatul Bács-Bodrog
Comitatul Bács-Bodrog (în maghiară Bács-Bodrog vármegye, în germană Komitat Batsch-Bodrog, în sârbă Bačko-bodroška županija) a fost o unitate administrativă a Regatului Ungariei din secolul XVIII și până în 1918 (de asemenea a existat pentru o scurtă perioadă între 1941 - 1944). Capitala comitatului era orașul Zombor.

## Demografie
În 1910, populația comitatului era de 812.385 locuitori, dintre care: 
- Maghiari -- 363.518 (44,74%)
- Germani -- 190.697 (23,47%)
- Sârbi -- 145.063 (17,85%)
- Slovaci -- 30.137 (3,71%)
- Ruteni -- 10.760 (1,32%)
- Croați -- 1.279 (0,16%)
- Români -- 386 (0,05%)
- Alții/necunoscuți (în mare parte în Bunjevac și Šokac) -- 70.545 (8,68%)

## Subdiviziuni
La începutul secolului 20, subdiviziunile comitatului Bács-Bodrog erau următoarele:
| Districte (járás)                            | Districte (járás)        |
| District                                     | Capitală                 |
| -------------------------------------------- | ------------------------ |
| Apatin                                       | Apatin                   |
| Bácsalmás                                    | Bácsalmás                |
| Baja                                         | Baja                     |
| Hódság                                       | Hódság—azi, Odžaci       |
| Kula                                         | Kula                     |
| Óbecse                                       | Óbecse -- Bečej          |
| Palánka                                      | Palánka -- Bačka Palanka |
| Titel                                        | Titel                    |
| Topolya                                      | Topolya -- Bačka Topola  |
| Újvidék                                      | Újvidék -- Novi Sad      |
| Zenta                                        | Zenta -- Senta           |
| Zombor                                       | Zombor -- Sombor         |
| Zsablya                                      | Zsablya -- Žabalj        |
| Comitate urbane (törvényhatósági jogú város) |                          |
| Baja                                         |                          |
| Szabadka -- Subotica                         |                          |
| Újvidék—Novi Sad                             |                          |
| Zombor—Sombor                                |                          |
| Districte urbane (rendezett tanácsú város)   |                          |
| Zenta—Senta                                  |                          |

Orașele Baja și Bácsalmás se află acum în Ungaria; celelalte orașe menționate se află acum în Serbia.